# Tremuja

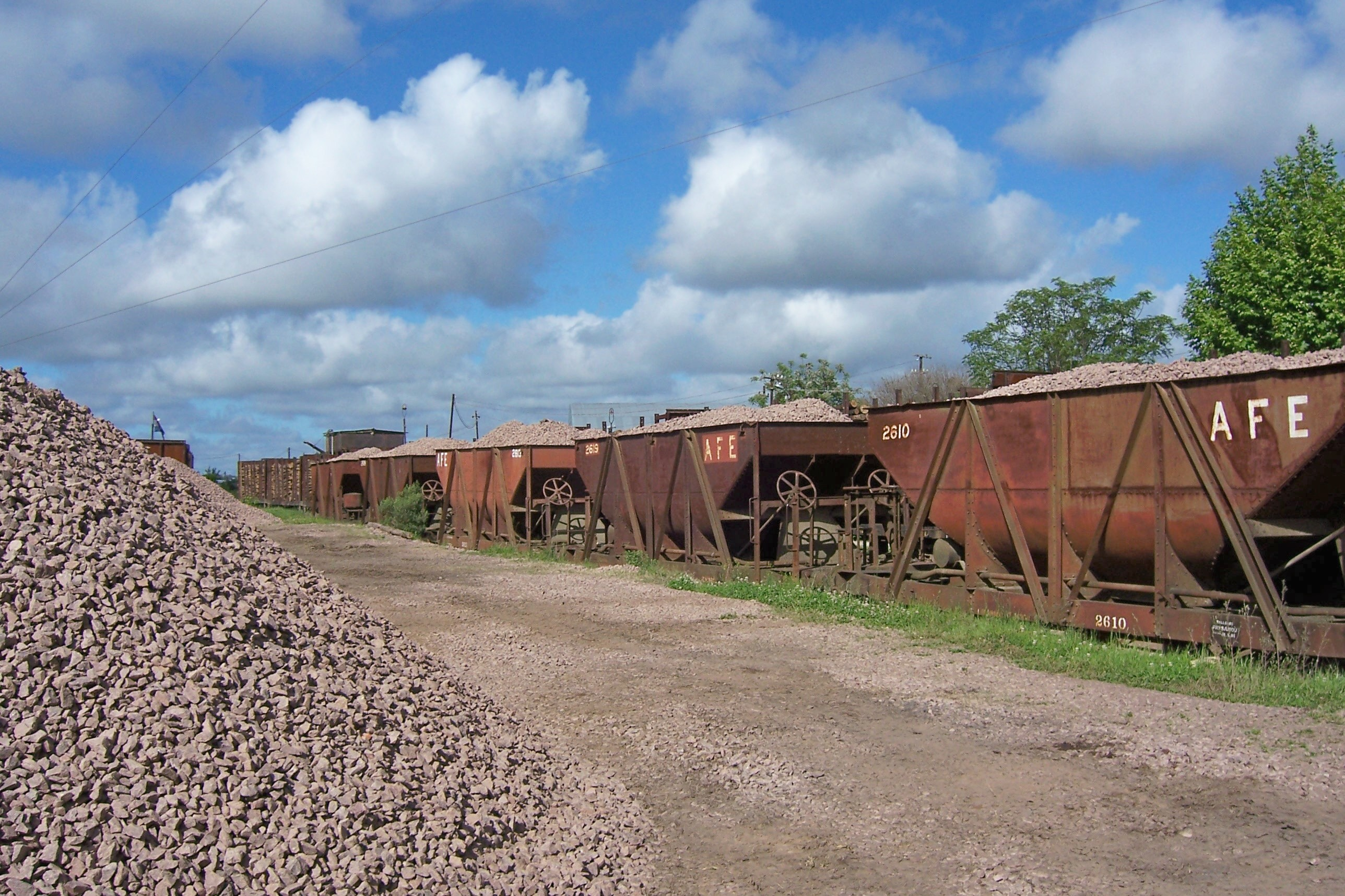
Tremuges per al transport de mineral.

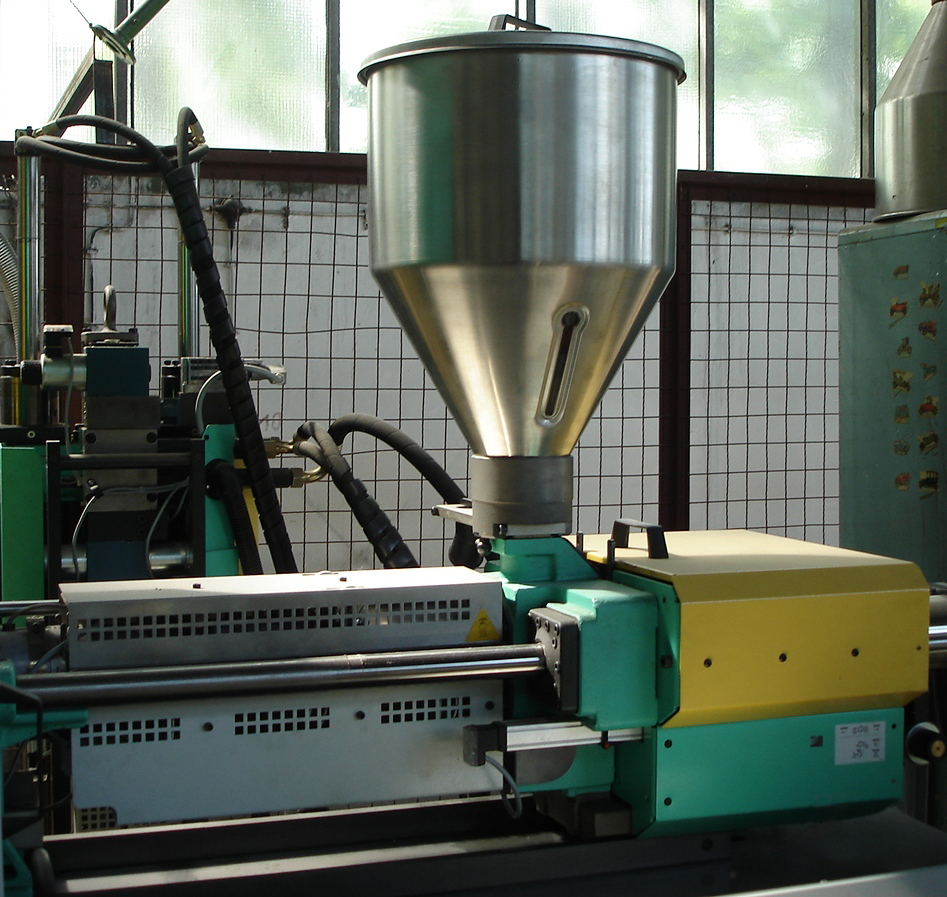
Tremuja per injecció de plàstics

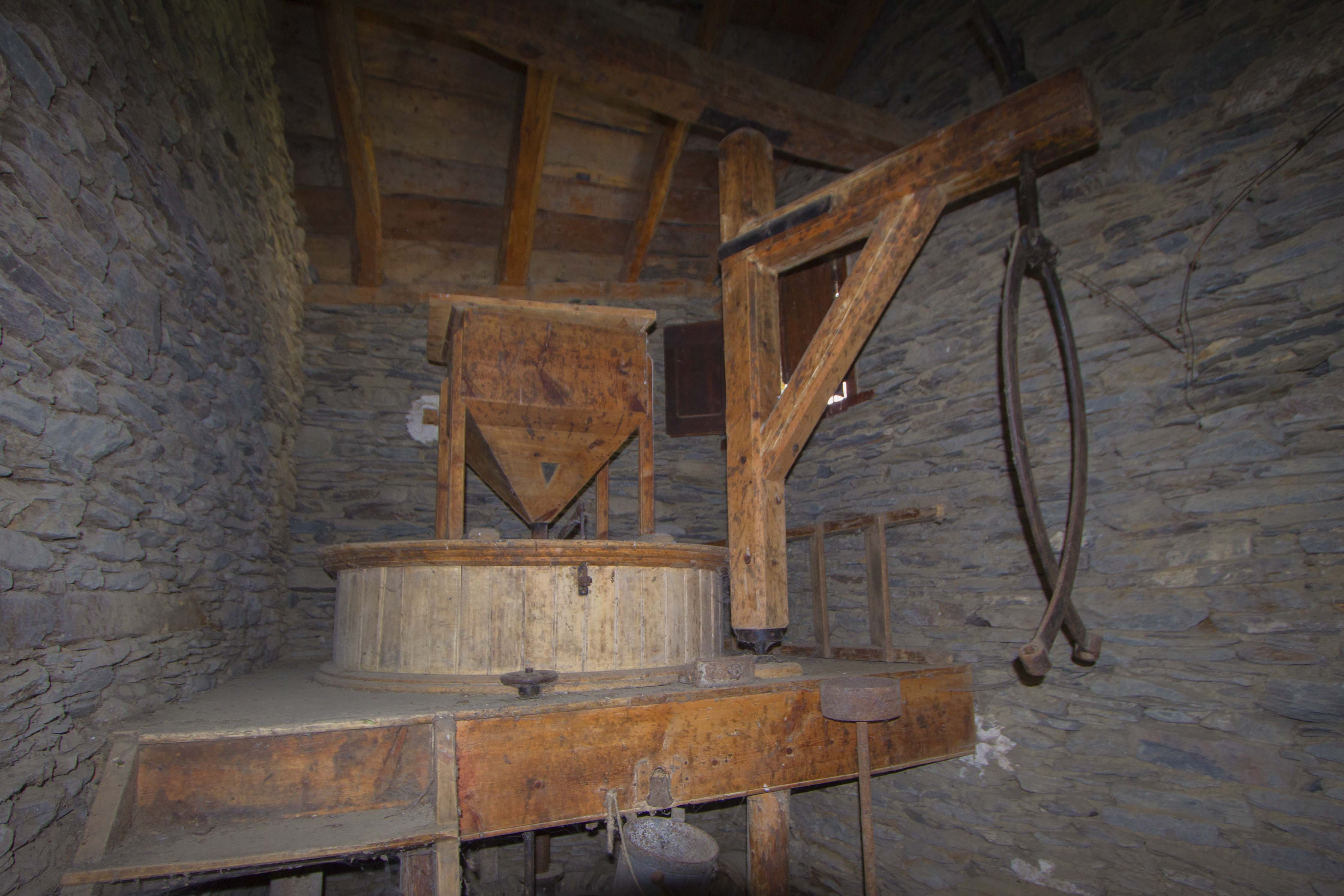
Tremuja per cereal del molí hidràulic d'Esterri de Cardós.

Una tremuja o gronsa és una màquina formada per un dipòsit en forma de tronc de piràmide o de tronc de con invertits, que funciona com un embut, en el qual hom acumula i emmagatzema diverses matèries que hi són posades per la seva part superior i surten per la part inferior alimentant una màquina, o carregant un camió o vagó. Les tremuges a la indústria del plàstic son utilitzades en els processos d'injecció, extrusió, bufat i premsat. La tremuja es posa a la boca d'entrada de la màquina d'injectar o extrusora per alimentar-la de polímer en forma de grànuls de plàstic barrejat amb pigment o concentrat de color, també anomenat "Master". Algunes tremuges disposen d'altres mecanismes opcionals com; assecadors d'aire i dosificadors de pigment. La càrrega de les tremuges pot ser manual o totalment automatitzada per grans instal·lacions de moltes màquines.